# Oedalea austroholmgreni
Oedalea austroholmgreni är en tvåvingeart som beskrevs av Chvala 1981. Oedalea austroholmgreni ingår i släktet Oedalea och familjen puckeldansflugor. Inga underarter finns listade i Catalogue of Life.